# Dietrich Klinge
Dietrich Klinge (né en 1954 à Heilbad Heiligenstadt) est un sculpteur et graphiste allemand.

## Biographie
Dietrich Klinge étudie de 1975 à 1980 le graphisme à l'École des Beaux-Arts de Stuttgart avec pour professeurs Gunter Böhmer et Rudolf Schoofs (de). Il y étudie ensuite la sculpture jusqu'en 1984 avec Herbert Baumann et Alfred Hrdlicka.
Il vit et travaille entre Stuttgart et Dinkelsbühl.

## Œuvre
Dietrich Klinge est surtout connu pour ses sculptures essentiellement en bois ; il y a des bronzes qui s'inspirent de celles en bois. Leur taille va de quelques centimètres à plusieurs mètres.
- Crucifix de l'église Saint-Jean de Wurtzbourg
- Trois bronzes dans le jardin de sculptures à Eschborn

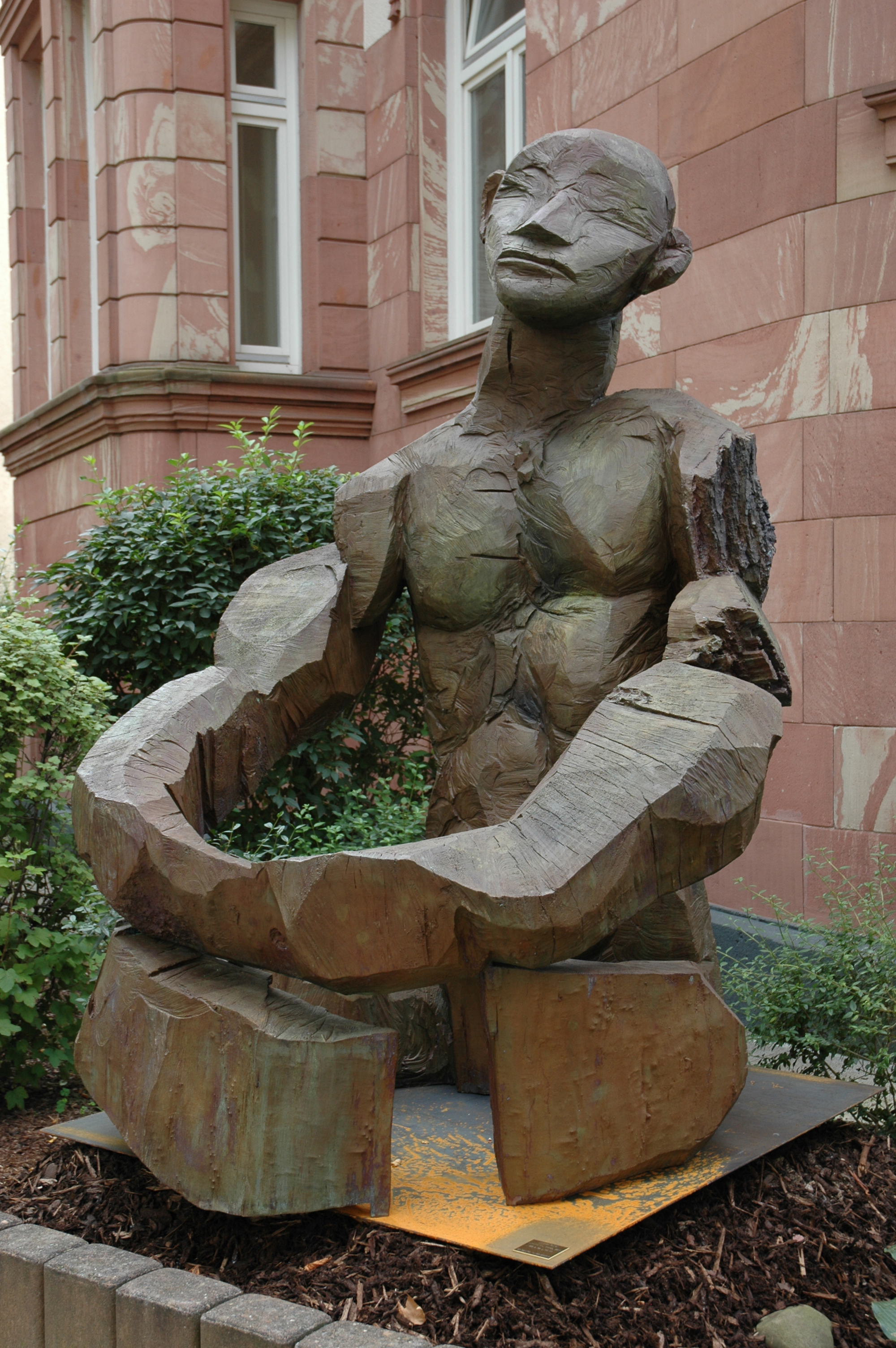
Béatitude
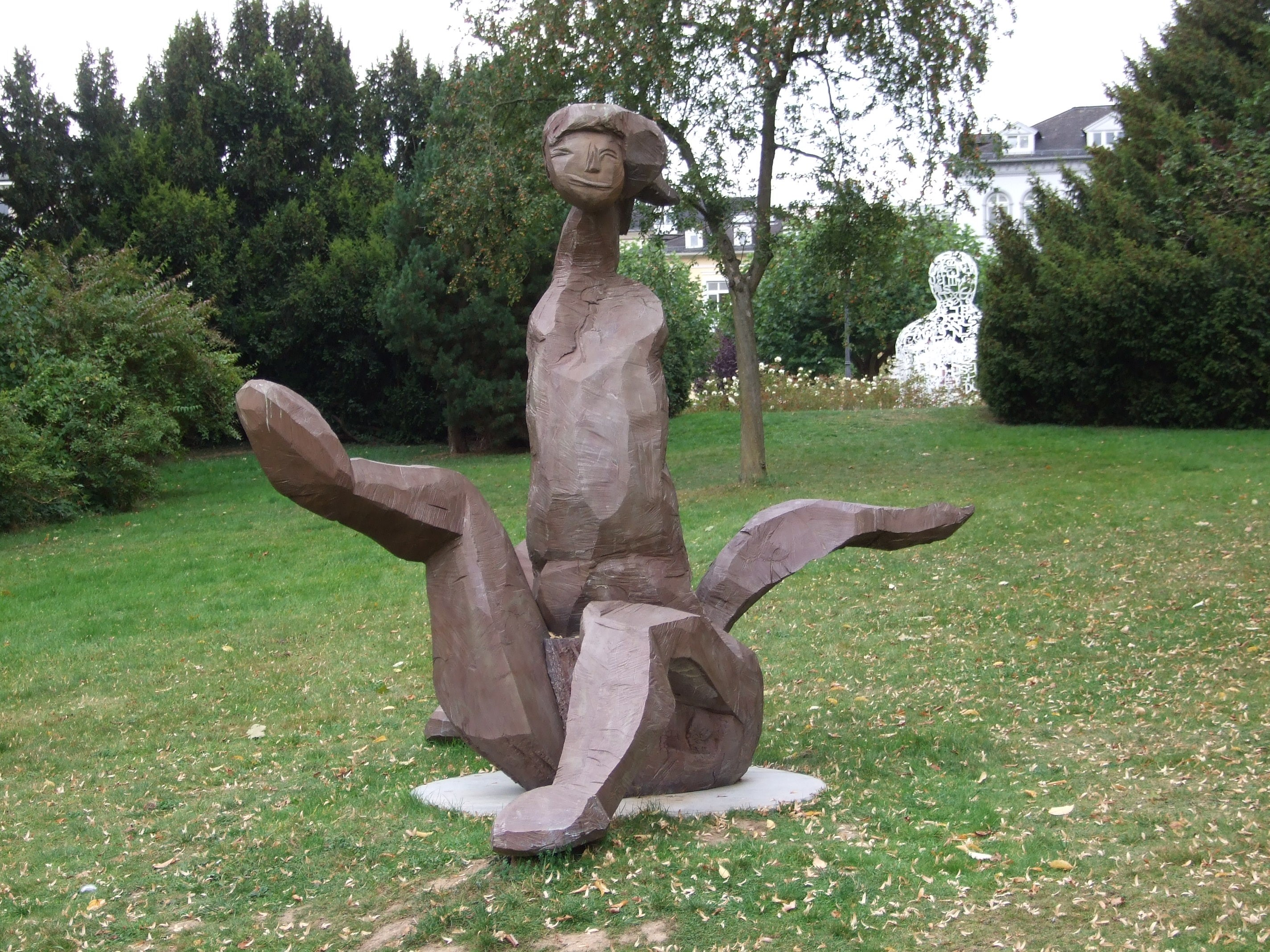
Blickachsen VII

## Source, notes et références
- (de) Cet article est partiellement ou en totalité issu de l’article de Wikipédia en allemand intitulé « Dietrich Klinge » (voir la liste des auteurs).